# Piennes-Onvillers

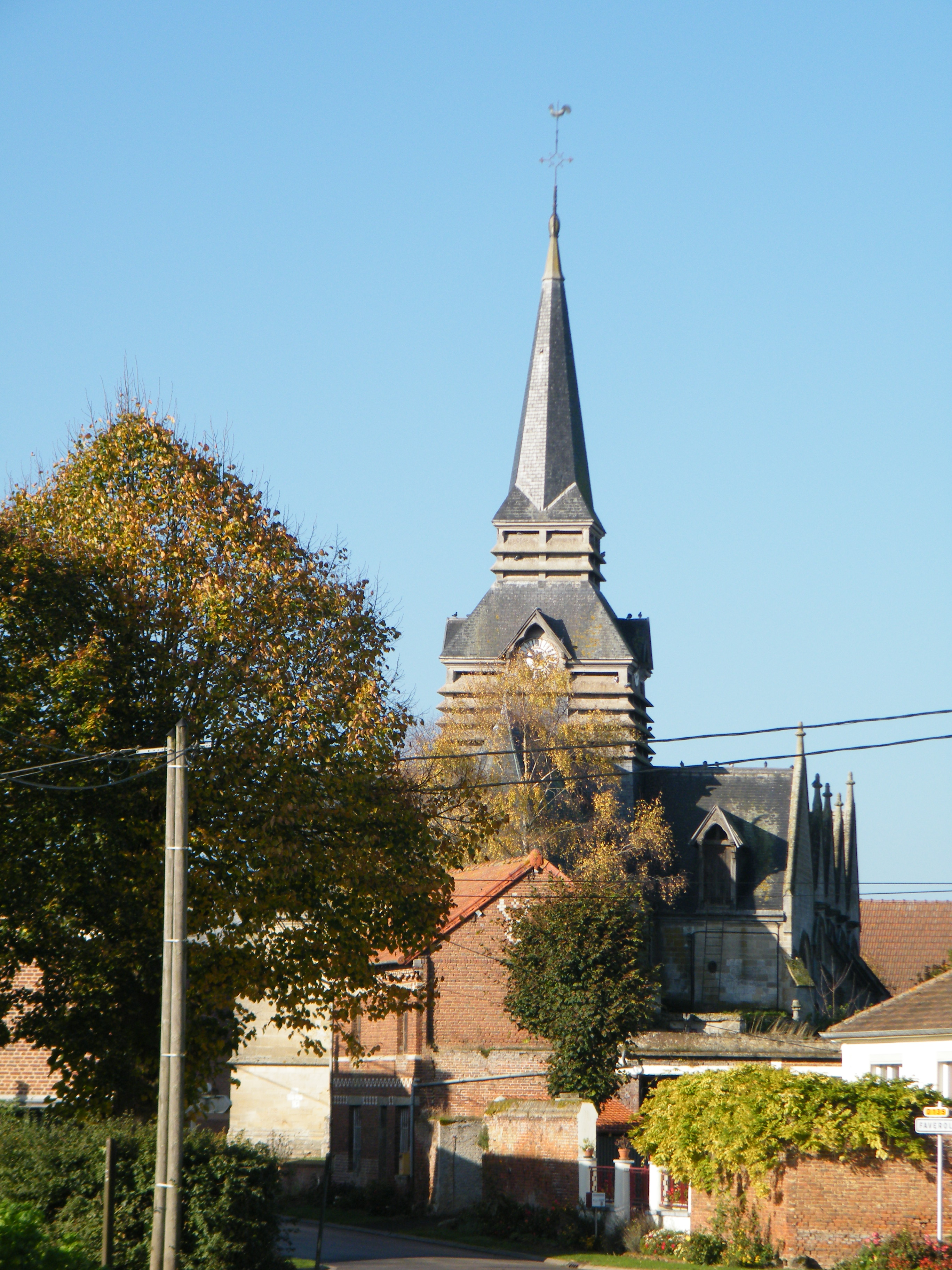
Kirche Saint-Martin de Piennes

Piennes-Onvillers ist eine französische Gemeinde mit 385 Einwohnern (Stand 1. Januar 2022) im Département Somme in der Region Hauts-de-France. Sie gehört zum Arrondissement Montdidier und zum Kanton Roye.
Die Gemeinde wurde 1972 durch Zusammenlegung der Orte Onvillers und Piennes gebildet.

## Bevölkerungsentwicklung
| Jahr      | 1962 | 1968 | 1975 | 1982 | 1990 | 1999 | 2007 |
| Einwohner | 320  | 334  | 311  | 291  | 299  | 336  | 343  |